# Italienische Streitkräfte

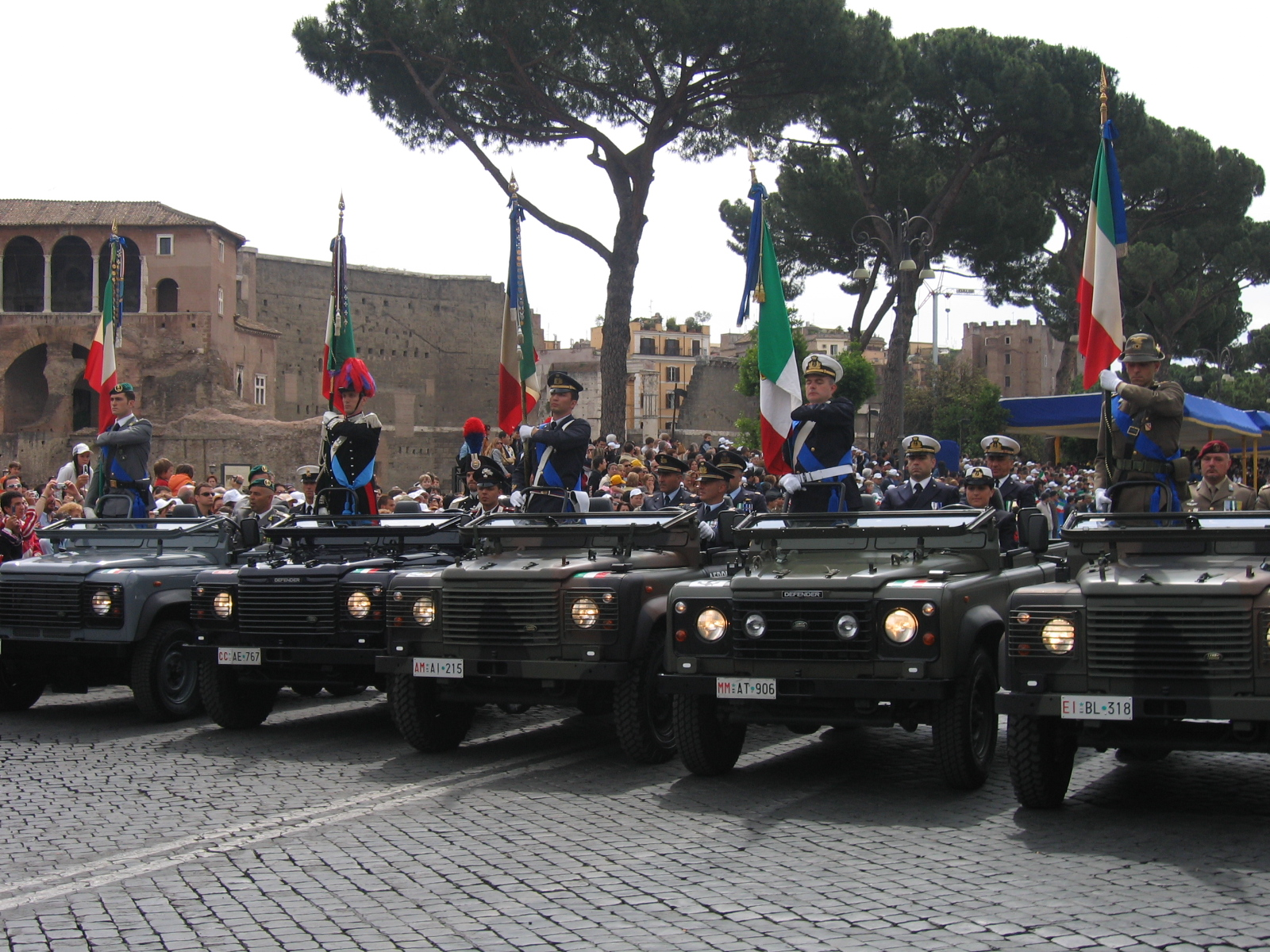
Truppenfahnen der vier Teilstreitkräfte und der Guardia di Finanza (Parade in Rom, 2. Juni 2006)

Die italienischen Streitkräfte (italienisch Forze armate italiane) sind das Militär der Italienischen Republik und unterstehen dem Verteidigungsministerium in Rom. Sie bestehen aus den Teilstreitkräften Heer (Esercito Italiano), Marine (Marina Militare) und Luftwaffe (Aeronautica Militare) sowie aus den Carabinieri (Arma dei Carabinieri).

## Auftrag
Die italienischen Streitkräfte haben gemäß Verteidigungsweißbuch 2015 den Auftrag,
- die territoriale Integrität der Italienischen Republik zu verteidigen, lebenswichtige Interessen und Verbindungswege Italiens zu sichern sowie italienische diplomatische Vertretungen und Staatsbürger im Ausland zu schützen;

- das euroatlantische Bündnisgebiet im Rahmen der NATO zu verteidigen;

- im Rahmen internationaler Organisationen oder bi- oder multilateraler Abkommen einen friedenssichernden oder friedensschaffenden Beitrag zur Lösung internationaler Konflikte zu leisten;

- im Inneren zum Schutz der freiheitlich-demokratischen Grundordnung beizutragen und insbesondere bei Not- oder Katastrophenfällen Hilfe zu leisten.

Der Artikel 11 der italienischen Verfassung hat folgenden Wortlaut: Italien lehnt den Krieg als Mittel des Angriffs auf die Freiheit anderer Völker und als Mittel zur Lösung internationaler Streitigkeiten ab; unter der Bedingung der Gleichstellung mit den übrigen Staaten stimmt es den Souveränitätsbeschränkungen zu, die für eine den Frieden und die Gerechtigkeit unter den Völkern gewährleistende zwischenstaatliche Ordnung erforderlich sind; es fördert und begünstigt die auf diesen Zweck ausgerichteten internationalen Organisationen.

## Berufsarmee
Die allgemeine Wehrpflicht ist in Italien seit dem 1. Juli 2005 ausgesetzt. Im Rahmen der Vorbereitungen für die Umstellung auf eine Freiwilligenarmee legte man für Heer, Marine und Luftwaffe zunächst eine Sollstärke von insgesamt 190.000 Männern und Frauen fest. Dieser Personalumfang erwies sich wegen unzureichender Verteidigungsausgaben insbesondere seit Beginn der Eurokrise und der daraus folgenden Sparzwänge als überdimensioniert. 2012 beschloss man im Rahmen einer sogenannten spending review, bis zum Jahr 2024 die neue Sollstärke von 150.000 Soldaten zu erreichen (Heer 89.400, Marine 26.800, Luftwaffe 33.800) und das Zivilpersonal auf 20.000 zu reduzieren. Im Juli 2023 wurde wegen der angespannten Sicherheitslage in Europa und im Mittelmeerraum eine neue Sollstärke von insgesamt 160.000 Soldaten festgelegt (Heer 93.100, Marine 30.050, Luftwaffe 36.850).
Die Carabinieri sind eine militärische Polizeitruppe, die innerhalb der anderen Teilstreitkräfte Militärpolizeiaufgaben übernimmt. Darüber hinaus schützen die Carabinieri diplomatische Vertretungen im Ausland und beteiligen sich an internationalen Friedenseinsätzen. Der Großteil der Carabinieri versieht jedoch in ganz Italien nach Weisung des Innenministeriums Polizeidienst. Bei Bedarf können diese Einheiten als eine Art Territorialheer an der Grenz- und Landesverteidigung mitwirken.
Die dem Finanzministerium unterstehende, militärisch organisierte Guardia di Finanza (Finanzpolizei, Grenzschutz) und die vom Verkehrsministerium geführte Guardia Costiera (Küstenwache) können im Verteidigungsfall zur Grenz- und Landesverteidigung ebenfalls dem Verteidigungsministerium unterstellt werden. Nicht nur das Personal der Carabinieri (knapp 110.000), sondern auch das der Guardia di Finanza (über 60.000) und das der Küstenwache (über 10.000) hat Kombattantenstatus.

## Verteidigungsausgaben
Der Etat des Verteidigungsministeriums für das Jahr 2022 lag bei rund 26 Mrd. Euro, wovon auch die Carabinieri (7,3 Mrd.) finanziert wurden. Neben diesem Etat erhielten die Streitkräfte für Auslandseinsätze und ausgewählte, industriepolitisch wichtige Beschaffungsvorhaben Zuschüsse in Höhe von etwa 4,3 Mrd. aus anderen Haushalten, was den hohen Anteil der Personalausgaben im offiziellen Verteidigungshaushalt indirekt etwas ausglich. Weil in Italien Pensionszahlungen für Soldaten nicht zum Verteidigungshaushalt gehören, für die NATO jedoch schon, kamen hinsichtlich der tatsächlichen Ausgaben 2,3 Mrd. des staatlichen Rentenversicherungsträgers hinzu. Andererseits akzeptierte die NATO nur rund 540 Millionen Euro des Carabinieri-Haushalts als Verteidigungsausgaben, weil der Rest de facto zivile Polizeiaufgaben finanzierte. Überlegungen, die von den personellen Einschnitten verschonten Carabinieri ganz dem Innenministerium zu unterstellen (und gar ihren Haushalt den anderen Teilstreitkräften zur Verfügung zu stellen) wurden immer wieder verworfen. Die Gesamtausgaben für Heer, Marine, Luftwaffe und die militärisch relevanten Teile der Carabinieri betrugen 2022 insgesamt rund 25,8 Mrd. Euro, wobei der NATO nach anderen Pensionsbewertungskriterien knapp 28,8 Mrd. gemeldet wurden, was 1,54 Prozent des Bruttoinlandprodukts entsprach. Das in Italien umstrittene Zwei-Prozent-Ziel der NATO soll bis 2028 erreicht werden.

## Führungsstruktur

Flagge des Verteidigungsministers

### Politische Führung
Laut Verfassung hat der Staatspräsident die oberste Befehls- und Kommandogewalt über die italienischen Streitkräfte. Er ist Vorsitzender des „Obersten Verteidigungsrates“ (Consiglio Supremo di Difesa), dem neben ihm auch noch der Ministerpräsident, die Minister für Äußeres, Inneres, Finanzen, Verteidigung und Industrie sowie der Generalstabschef der Streitkräfte angehören. Dieses in der Regel alle sechs Monate tagende Gremium ist ein Beratungsorgan, gibt dem Staatspräsidenten aber auch die Möglichkeit zur Durchsetzung seiner verfassungsmäßigen obersten Richtlinienkompetenz in Verteidigungsfragen. In der Verfassungswirklichkeit legen jedoch Parlament und Regierung die militärpolitischen Richtlinien fest. Der Verteidigungsminister ist für die Umsetzung derselben politisch verantwortlich.
Das Verteidigungsministerium ist das zentrale Organ zur Führung, Gestaltung und Verwaltung der italienischen Streitkräfte. Unter der politischen Ebene des Ministers und der (ausschließlich parlamentarischen) Staatssekretäre befinden sich zwei große Führungsbereiche, der Generalstab der Streitkräfte (Stato Maggiore della Difesa-SMD) auf der einen und das Generalsekretariat des Ministeriums (Segretariato Generale della Difesa-SGD) auf der anderen Seite, das bis 2025 zugleich „Nationale Rüstungsdirektion“ (Direzione Nazionale degli Armamenti) war. Der Minister kann darüber hinaus über den zivilen Nachrichtendienst Agenzia Informazioni e Sicurezza Esterna (AISE) verfügen, der teilweise auch militärische Themen abdeckt.

### Generalstab

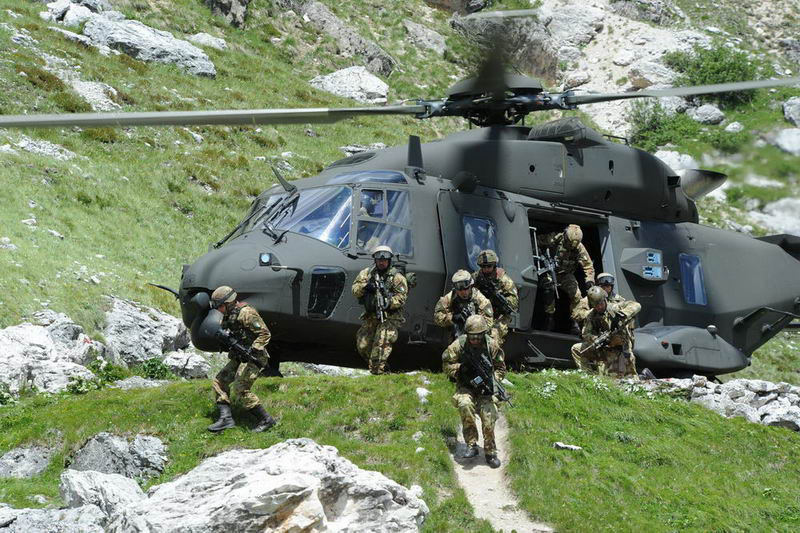
Alpini bei einer Übung

Der Generalstab der Streitkräfte (Stato Maggiore della Difesa-SMD) ist seit 1997 das zentrale militärische Planungs- und Führungsorgan der italienischen Streitkräfte. Bis 1997 hatte dieser Generalstab gegenüber den Generalstäben der Teilstreitkräfte als primus inter pares nur Koordinierungskompetenzen. Für das militärisch-operative Nachrichtenwesen untersteht der 2. Generalstabsabteilung das Centro Intelligence Interforze. Zur Führung von Militäroperationen bedient sich der Generalstabschef des Comando Operativo di vertice Interforze-COVI (dt. „Einsatzführungskommando“, Rom-Centocelle), mit dem er an den Generalstäben von Heer, Marine und Luftwaffe vorbei streitkräfteübergreifende Operationen direkt leiten kann. Die Carabinieri unterstehen dem Generalstabschef nur in militärisch-operativen Belangen (z. B. Militärpolizeieinsätze bei Auslandseinsätzen). Zur einheitlichen Planung und Durchführung von Sonderoperationen entstand im Dezember 2004 bei dem Einsatzführungskommando („COI/COVI“) das Comando interforze per le Operazioni delle Forze Speciali („COFS“). Truppendienstlich unterstehen die italienischen Spezialeinheiten weiterhin den vier Teilstreitkräften, gemeinsame Grundsatzangelegenheiten und vor allem die einheitliche Einsatzführung liegen jedoch in der Zuständigkeit des COFS und des übergeordneten COVI. Im Jahr 2017 kam mit dem Comando per le Operazioni in Rete („COR“) eine Organisation für Cyberoperationen dazu, 2020 mit dem Comando delle Operazioni Spaziali („COS“) ein Kommando für Operationen im Weltraum. Die militärischen Sanitätsdienste der Teilstreitkräfte bilden in verschiedenen Bereichen ein Netzwerk, das dem Ispettorato generale della sanità militare beim Generalstab der Streitkräfte untersteht. Dem Generalstabschef unterstehen darüber hinaus einige Ausbildungseinrichtungen, darunter die Führungsakademie der italienischen Streitkräfte (Centro Alti Studi per la Difesa-CASD) mit ihrem Generalstabsinstitut (Istituto Superiore di Stato Maggiore Interforze-ISSMI).

### Generalsekretariat/Nationale Rüstungsdirektion
Von 1965 bis 2025 koordinierte der Generalsekretär des Verteidigungsministeriums (Segretario Generale della Difesa-SGD) die Arbeit der zuletzt neun Abteilungen des Ministeriums. Unter anderem war das militärische Beschaffungswesen hier angesiedelt, weswegen der Generalsekretär zugleich „Nationaler Rüstungsdirektor“ (Direttore Nazionale degli Armamenti-DNA) war. Diese Position wurde stets mit einem General oder Admiral besetzt, der Stellvertreter war ziviler Beamter. Der SGD/DNA unterstand dem Minister direkt. Der Generalstabschef hatte aber im Rahmen seiner Planungszuständigkeiten in der Gesamtkonzeption der Streitkräfte ein Weisungsrecht gegenüber dem Generalsekretär und Rüstungsdirektor.
Im Zug einer Reform des Ministeriums wurde dieses Amt geteilt: Der Generalsekretär koordiniert nunmehr nur noch die verwaltenden und unterstützenden Abteilungen und ist in der Regel Zivilist; dem separaten Nationalen Rüstungsdirektor, in der Regel ein General oder Admiral, unterstehen die Rüstungsabteilungen des Ministeriums, wobei das genannte Weisungsrecht des Generalstabschefs weiter besteht. Es besteht die Möglichkeit, einen Zivilisten zum Rüstungsdirektor zu ernennen; in diesem Fall wird dann ein Militär Generalsekretär des Ministeriums.

## Personalstruktur

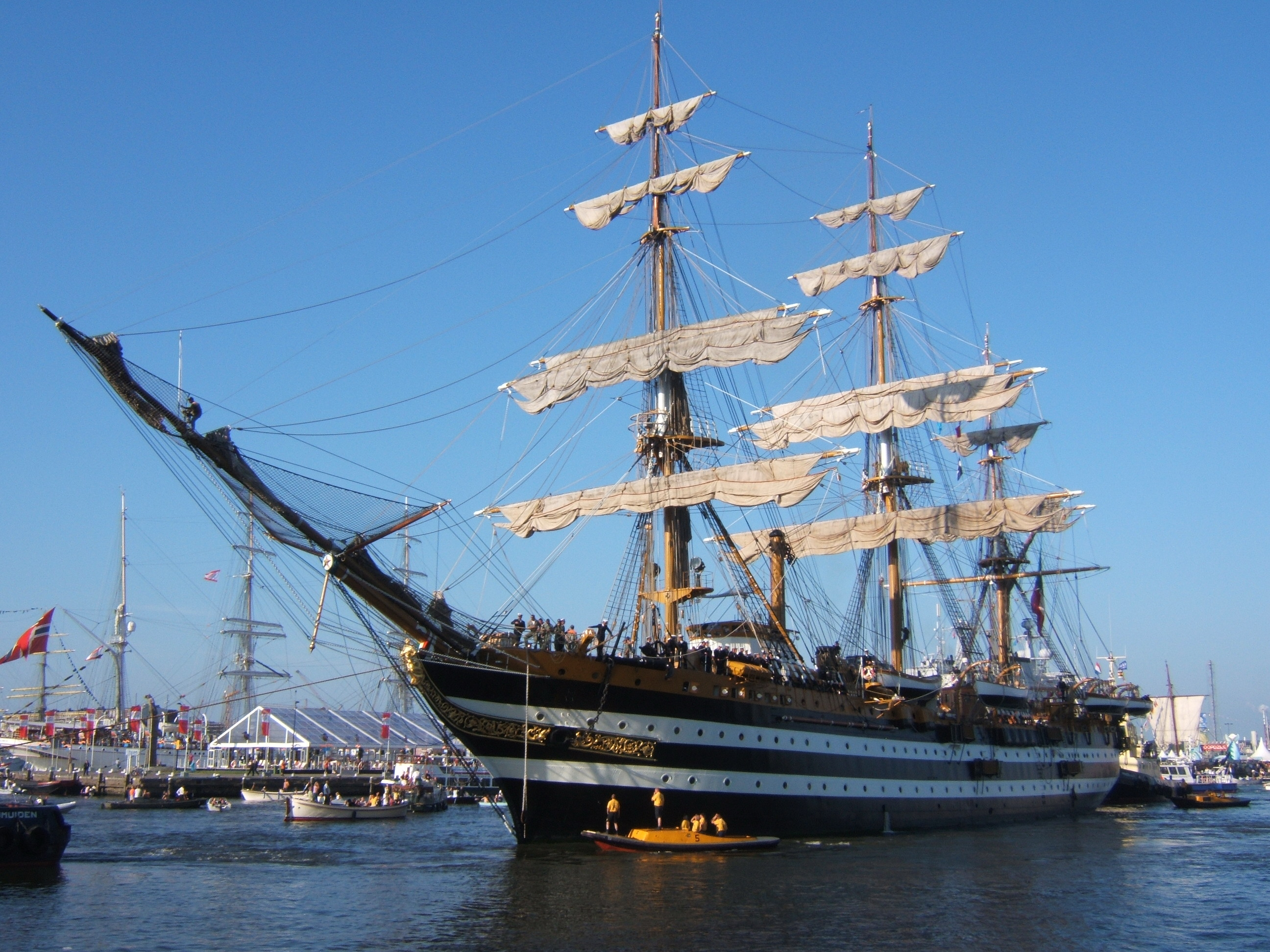
Italienisches Segelschulschiff Amerigo Vespucci

### Mannschaften
Die Aussetzung der zuletzt zehnmonatigen Wehrpflicht (und des zivilen Ersatzdienstes) im Jahr 2005 erforderte Änderungen im Bereich der Laufbahnstruktur der freiwillig dienenden Mannschaften. Bis zu einer Reform im Sommer 2022 gab es einen freiwilligen einjährigen Wehrdienst (Volontario in Ferma Prefissata 1 – VFP1), der Voraussetzung für eine Weiterverpflichtung in der Armee war. Für einen Eintritt in die Anfangsverwendungen der Carabinieri, der Wehrverwaltung und anderer militärischer und ziviler Sicherheitsorgane war dieser einjährige freiwillige Wehrdienst, der unter Umständen einmal wiederholt werden konnte, entweder ebenfalls Voraussetzung oder ein Grund für eine bevorzugte Übernahme. In den Streitkräften konnte man sich danach zunächst für weitere vier Jahre verpflichten (VFP4) und dann unter Umständen nochmals 2×2 Jahre verlängern, so dass über Zeitverträge maximal ein zehnjähriger Verbleib bei der Armee zu erreichen war. Geeignete Freiwillige konnten bei Heer, Marine und Luftwaffe je nach Bedarf nach fünf Jahren Berufssoldaten werden (Volontario in Servizio Permanente – VSP), wobei diese Mannschaften besoldungsrechtlich sofort einen Unteroffizierstatus erhielten und im weiteren Verlauf zu Unteroffizieren ohne Portepee befördert werden konnten.
Die im Sommer 2022 vom Parlament verabschiedete Laufbahnreform sieht für bis zu 24 Jahre alte Bewerber eine erste Verpflichtungszeit von maximal drei Jahren vor (Volontario in Ferma Iniziale – VFI). Innerhalb dieser ersten Phase ist eine vorzeitige Beendigung des Dienstverhältnisses möglich oder aber, nach jeweils bestandenem Auswahlverfahren, nach dem ersten Jahr ein Übertritt zu den Carabinieri und anderen Sicherheitsorganen sowie nach dem zweiten Jahr ein vorzeitiger Wechsel in die folgende dreijährige Verpflichtungszeit (Volontario in Ferma Triennale – VFT) bei den Streitkräften. Nach Ablauf der VFI-Verpflichtung kann freiwillig um ein Jahr verlängert werden, nach der VFT-Verpflichtungszeit kann bei Bedarf und Eignung die Übernahme als Berufssoldat erfolgen. Die Laufbahn der VSP-Berufssoldaten ist im Wesentlichen unverändert geblieben.
Da nicht alle Freiwilligen später bei Armee und Polizei übernommen werden können, erhalten sie dienstbegleitende berufsqualifizierende Fortbildungskurse, wobei das Verteidigungsministerium Abkommen mit (wehrtechnischen) Industriebetrieben geschlossen hat, die Interesse an ehemaligen Soldaten zeigen. Mit diesen Initiativen hat die Armee eine wichtige sozialpolitische Rolle übernommen, besonders im Hinblick auf die angespannte Arbeitsmarktlage für Jugendliche in Süditalien. Dort ist das Interesse an der Mannschaftslaufbahn hoch, weswegen die Streitkräfte durchaus die Möglichkeit haben, ihr Personal (auch nach den Kriterien der späteren Abnehmer bei den Polizeien) auszuwählen.

### Unteroffiziere
Bei den Unteroffizieren wurden bereits Mitte der 1990er Jahre die Unteroffiziere mit Portepee von den Unteroffizieren ohne Portepee und den Mannschaften getrennt. Abiturienten können sich direkt für einen Eintritt in die Laufbahn der Unteroffiziere m. P. bewerben. Sie werden zwei Jahre an den Unteroffiziersschulen militärisch ausgebildet und gehen zusätzlich an eine zivile Universität, wo sie in aller Regel „Wirtschafts- und Organisationswissenschaften“ studieren und nach drei Jahren einen Bachelor erwerben. Diese Soldaten sind heute in Verwendungen tätig (besonders als Zugführer), die früher oft ausschließlich Offizieren vorbehalten waren. Durch diese Neuordnung hat der in Italien (besonders bei den Carabinieri) ohnehin allseits beliebte „Maresciallo“ (Feldwebel, 6 Dienstgradstufen) eine erhebliche qualitative Aufwertung erfahren.

### Offiziere
Die Offiziere stellen heute eine wirkliche Elite dar, die in der Regel fünf Jahre an den Militärakademien in Modena und Turin bzw. Rom (Heer und Carabinieri), Livorno (Marine und Küstenwache) und Pozzuoli bei Neapel (Luftwaffe) militärisch und akademisch ausgebildet werden und daneben an zivilen Universitäten einen Master erwerben. Bewerber mit Abschlüssen in besonderen Studienrichtungen können bei Bedarf auch direkt eingestellt werden und erhalten nach einer kürzeren militärischen Ausbildung als Offiziere auf Zeit den Dienstgrad Unterleutnant oder Leutnant; später ist eine Übernahme als Berufsoffizier möglich. Manchen Offizieren ermöglichen die Streitkräfte nach einer gewissen Zeit auch ein Postgraduierten- oder ein Forschungsstudium. Weitere Ausbildungsstationen der Offiziere sind u. U. die Führungsakademien der Teilstreitkräfte (Stabsoffizierlehrgang, Generalstabslehrgang) und schließlich die Führungsakademie der Streitkräfte (CASD).

### Ersatzwesen und Reserve

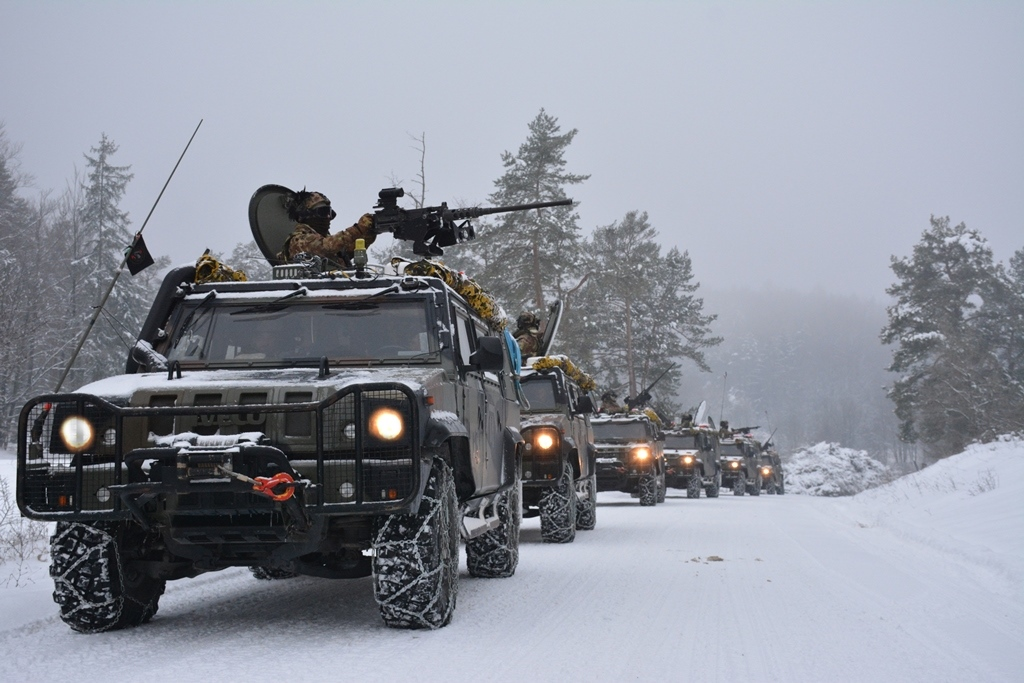
Bersaglieri auf Iveco LMVs während eines Manövers

Weil die Wehrpflicht nur ausgesetzt, aber nicht abgeschafft ist, findet die Wehrerfassung junger Männer durch die Kommunen weiterhin statt. Die Daten werden an Militärbehörden der territorialen Organisation übermittelt, deren Zuständigkeitsbereich sich grundsätzlich nach den Regionen Italiens ausrichtet. In der Vergangenheit gingen diese Daten an Militärverwaltungsdistrike (distretto militare), die im Allgemeinen den italienischen Provinzen entsprachen. Diese Distriktämter waren für die Wehrüberwachung, die Musterung und die Einberufung der Wehrpflichtigen sowie für Mobilmachungsangelegenheiten zuständig und konnten bei Bedarf auf die Dienste der gesamten territorialen Organisation der Carabinieri zurückgreifen. Zeitweise waren die 1870 geschaffenen Militärdistrikte im Kriegsfall auch für die Aufstellung von Miliz-Reserveverbänden und die Requisition von zivilem Material verantwortlich. Die genannten ehemaligen und heutigen Militärbehörden wurden oder werden im Wesentlichen von Heeressoldaten und zivilem Verwaltungspersonal betrieben. Zuständig waren und sind sie für das Ersatzwesen und Verwaltungsangelegenheiten der Reserve des Heeres und der Luftwaffe, während sich die Marine in diesen Bereichen unverändert größtenteils auf die (formal ihr zugehörige) Küstenwache stützt.
Wegen der Aussetzung der Wehrpflicht, der Auflösung oder Rationalisierung des entsprechenden Verwaltungsapparats und der allgemeinen Verkleinerung der italienischen Streitkräfte ist deren kurzfristige Aufwuchsfähigkeit zu Zwecken der Landesverteidigung nur noch sehr eingeschränkt vorhanden. Das gesamte Reservistenwesen (forze di completamento) wurde auf die Grundlage der Freiwilligkeit gestellt. Offiziere auf Zeit, Unteroffiziere und Mannschaften können nach ihrem Ausscheiden aus dem aktiven Dienst förmlich ihre Bereitschaft erklären, sich im Rahmen der Reserve den Streitkräften zur Verfügung zu stellen. Das Dienstverhältnis reaktivierter Reservisten hat einen zeitarbeitsähnlichen Charakter, wobei eine Reaktivierungsperiode ein Jahr nicht überschreiten darf. Reaktivierte Reservisten sind aktiven Soldaten der jeweiligen Laufbahnen in jeder Hinsicht gleichgestellt. Diese sehr begrenzte personelle Reserve kann der Verstärkung bestehender Verbände und dem Feldersatz dienen, größere Reserveverbände sind damit nicht formierbar. Einen gewissen Ausgleich erbringen im Bereich der territorialen Verteidigung und des Küstenschutzes notfalls die Carabinieri, die Guardia di Finanza und die Küstenwache, die jedoch allesamt keine schweren Waffen besitzen. Nach dem Ende des Kalten Krieges und der Unterzeichnung des Vertrags über Konventionelle Streitkräfte in Europa wurden die (eingelagerten) schweren Waffen des Heeres erheblich abgebaut, zuletzt insbesondere zugunsten der Ukraine.
Da die Streitkräfte einen permanenten Bedarf an hochqualifizierten und erfahrenen Spezialisten besonderer Fachbereiche haben, ist es möglich, bei entsprechender Qualifikation als Offizier der Reserve und auch als ungedienter Zivilist Reservist in der so genannten riserva selezionata („ausgewählte Reserve“) zu werden. Besonders gefragt sind hier unter anderem Ingenieure, Ärzte, Psychologen und Sprachmittler. Vor einer Übernahme in diese besondere Reserve muss normalerweise ein Lehrgang an einer Militärhochschule absolviert werden. So qualifizierte Zivilisten werden in der Regel als Subalternoffiziere übernommen, herausragenden Fachleuten kann allerdings auch der Dienstgrad Oberstleutnant oder Fregattenkapitän der Reserve direkt zuerkannt werden.

### Dienstgrade und Uniformabzeichen

Greca italienischer Generale und Admirale

Alle Soldaten der italienischen Streitkräfte einschließlich der Angehörigen von Polizeiorganisationen mit militärischem Status sind seit 1871 an den sogenannten Aktivitätssternen am Uniformkragen zu erkennen. Bei besonderen Anlässen tragen italienische Offiziere eine blaue Schärpe von der rechten Schulter zur linken Hüfte. Typisch ist auch die Mäanderstickerei (it. greca) auf den Dienstgradabzeichen aller Generale und Admirale.

## Teilstreitkräfte und Ausrüstung
Nachstehend eine Auswahl der wichtigsten Waffensysteme (nicht alle Angaben sind immer auf dem aktuellsten Stand):

### Heer

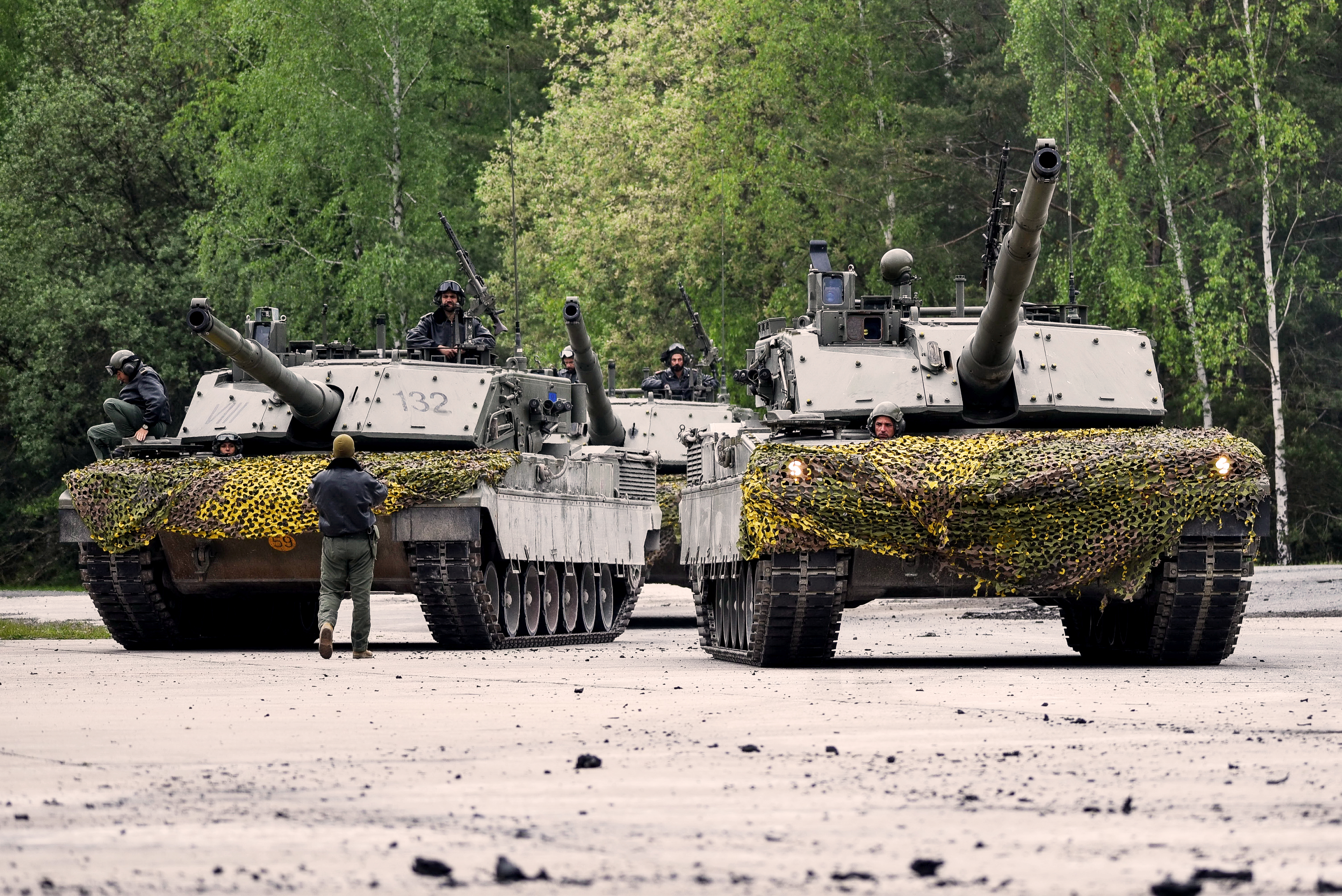
Kampfpanzer Ariete

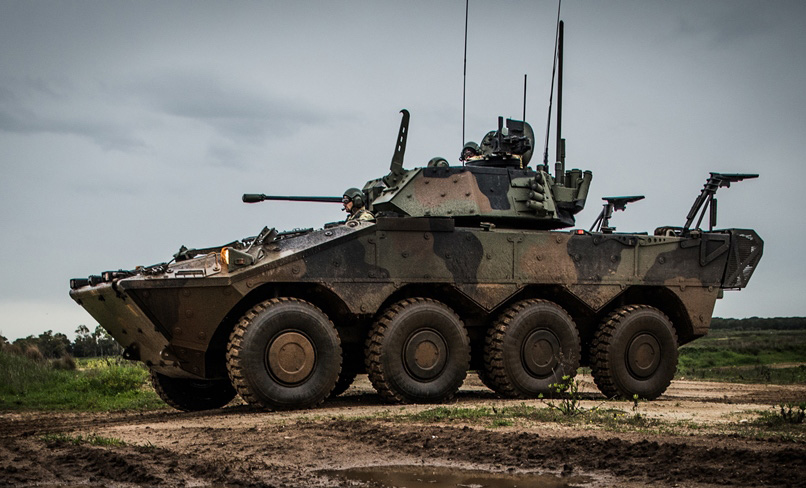
Schützenpanzer Freccia

Hauptartikel siehe Italienisches Heer
Panzer und gepanzerte Fahrzeuge
- 140 Ariete (Kampfpanzer, ursprünglich 200; KF51 Panther als Ersatz)
- 240 Centauro (Radkampfpanzer, in Ausmusterung; neue Centauro 2 in Auslieferung)
- 165 Dardo (Schützenpanzer, ehemals 200; KF41 Lynx als Ersatz)
- 249 Freccia (Radschützenpanzer, weitere 381 in Auslieferung)
- 189 Bv206s (Gebirgstransportpanzer)
- 35 AAV7 (amphibischer Transportpanzer; Iveco VBA in Auslieferung)

Artillerie
- 100 Feldhaubitzen FH-70 (ehemals 164; Radhaubitzen als Ersatz vorgesehen)
- 62 Panzerhaubitzen PzH 2000 (70 erworben, 2 außer Dienst, 6 an Ukraine)
- 19 MLRS Raketenwerfer (22 erworben, 1 außer Dienst, 2 an Ukraine; HIMARS als Ergänzung bestellt)

Luftfahrzeuge
Siehe Liste der aktiven Luftfahrzeuge der italienischen Heeresflieger

### Marine

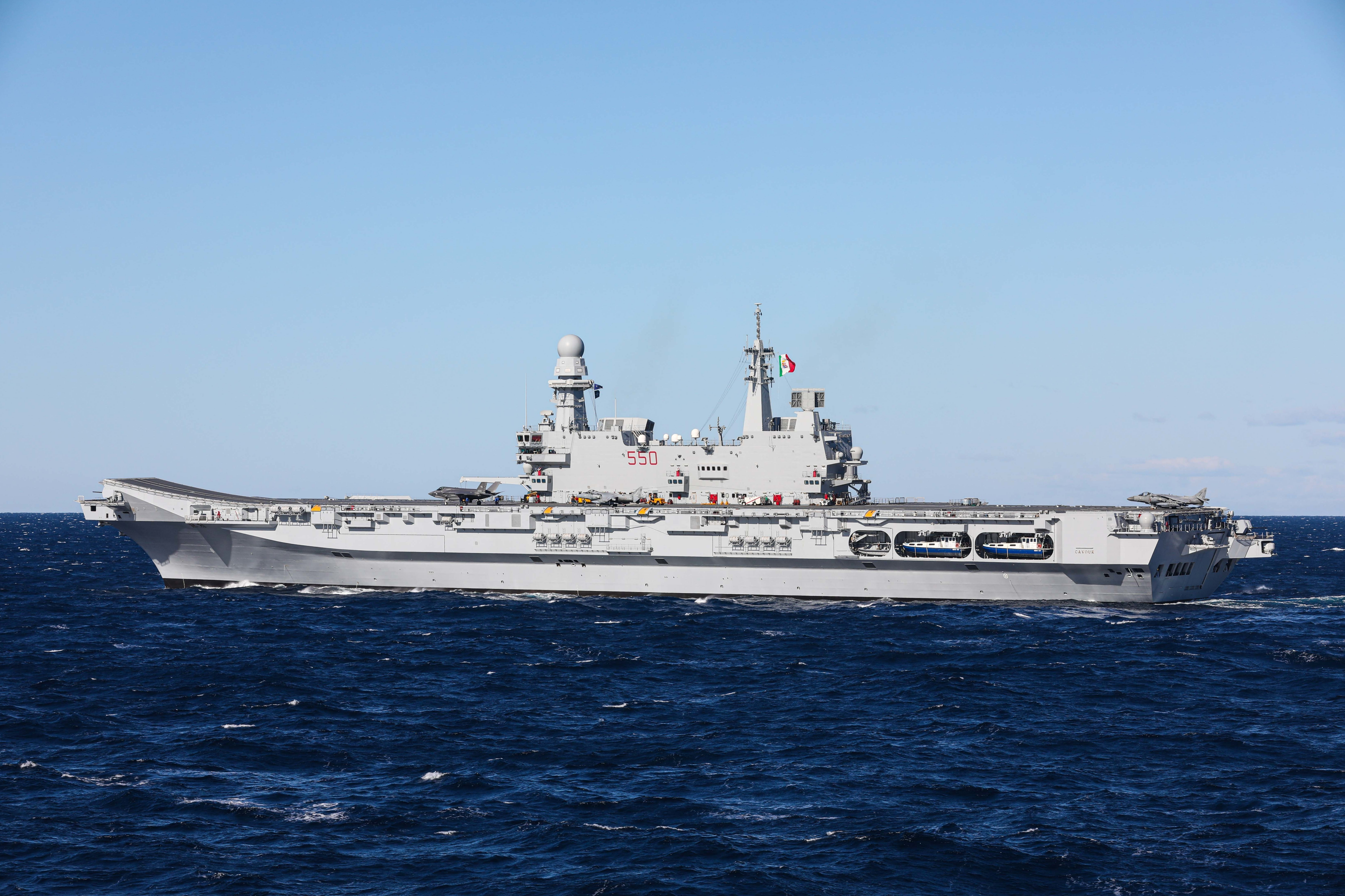
Flugzeugträger Cavour

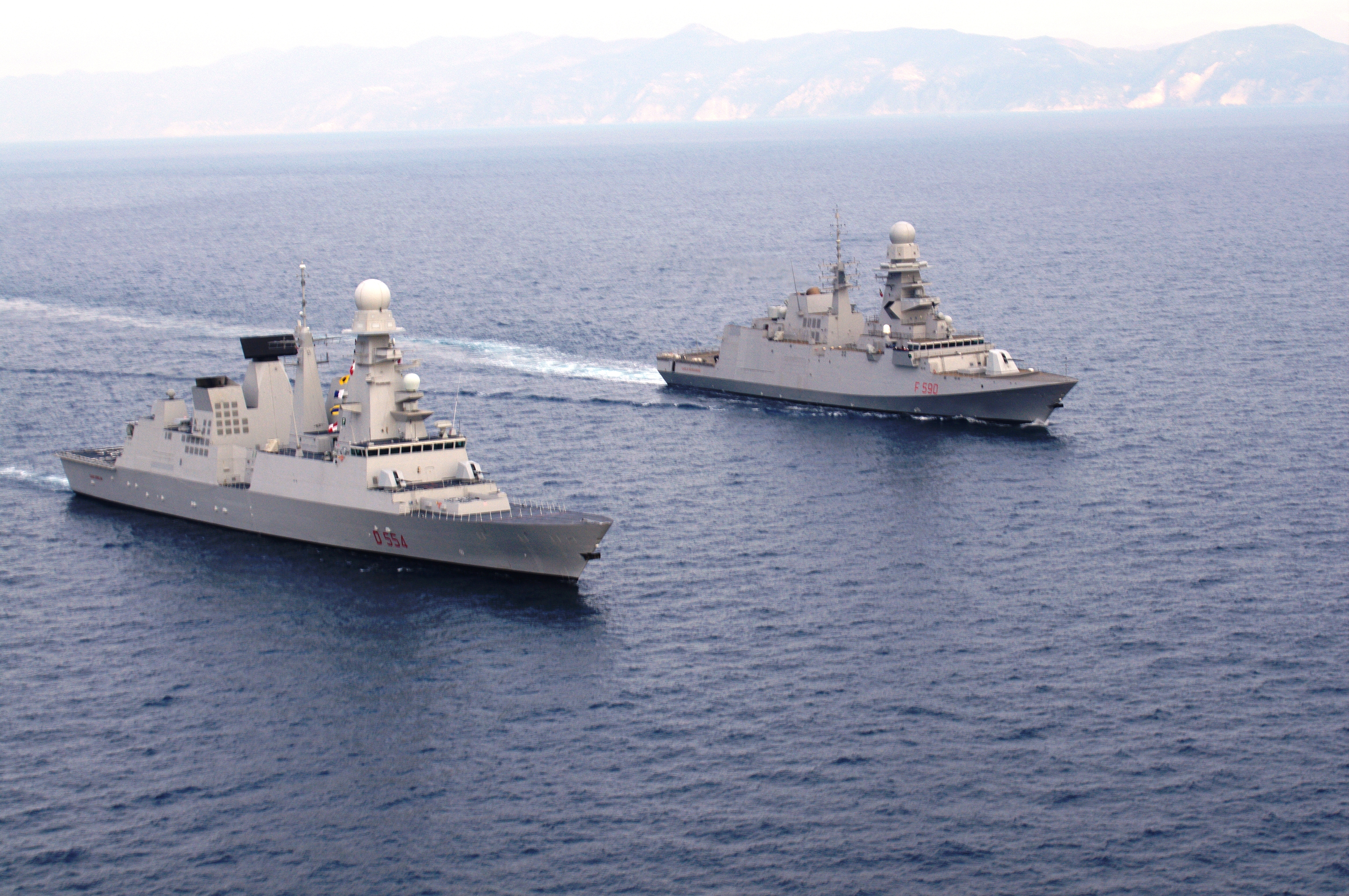
Zerstörer Caio Duilio (D554) und
Fregatte Carlo Bergamini (F590)

Hauptartikel siehe Italienische Marine
Seefahrzeuge
- 1 Flugzeugträger
- 1 Amphibisches Angriffsschiff mit durchgehendem Flugdeck
- 16 Zerstörer und Fregatten
- 10 Patrouillenschiffe
- 8 U-Boote
- 10 Minenjagdboote
- 3 Landungsschiffe
- 3 Versorgungsschiffe

Luftfahrzeuge

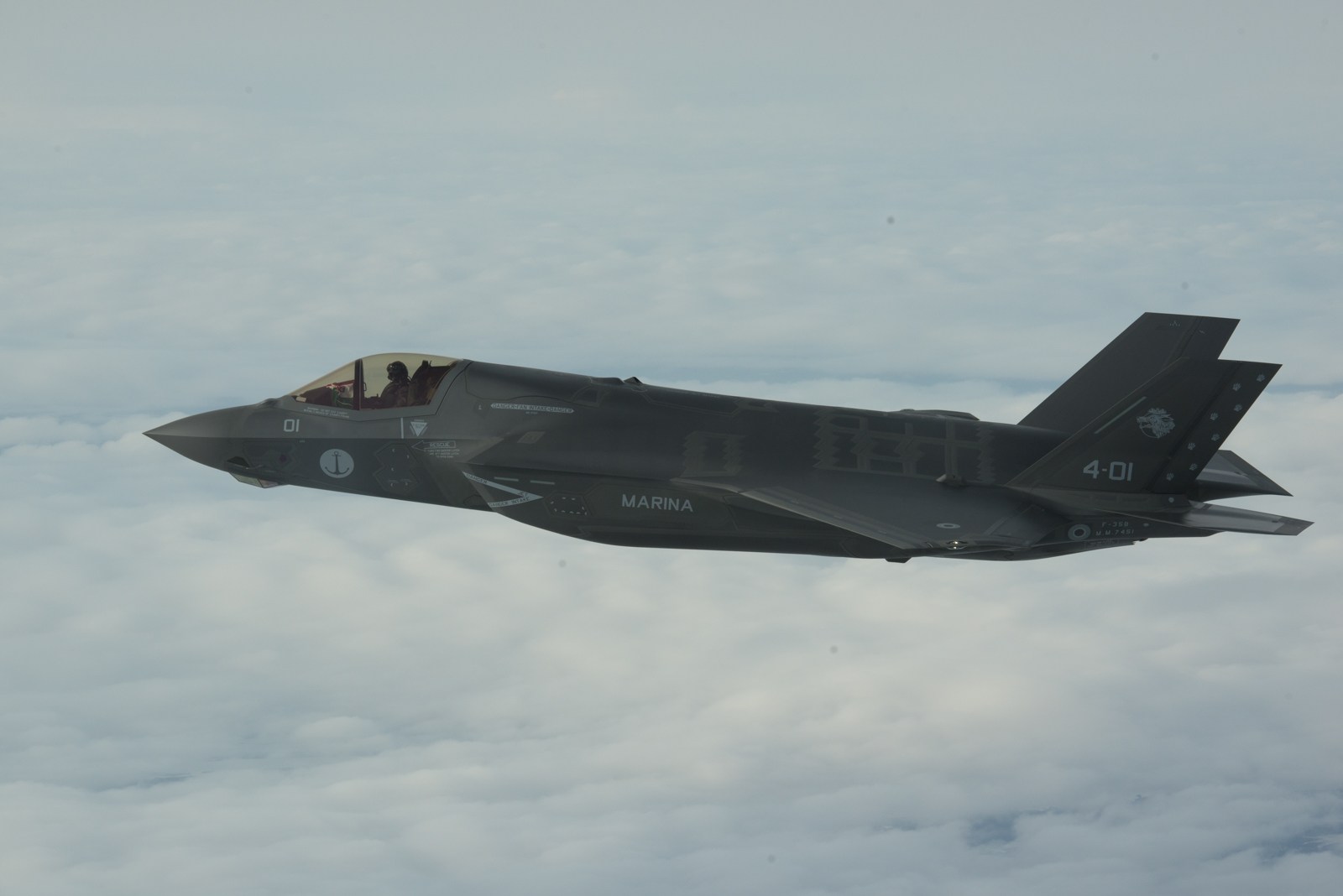
F-35B Lightning II der Marina Militare

Siehe Liste der aktiven Luftfahrzeuge der italienischen Marineflieger

### Luftwaffe

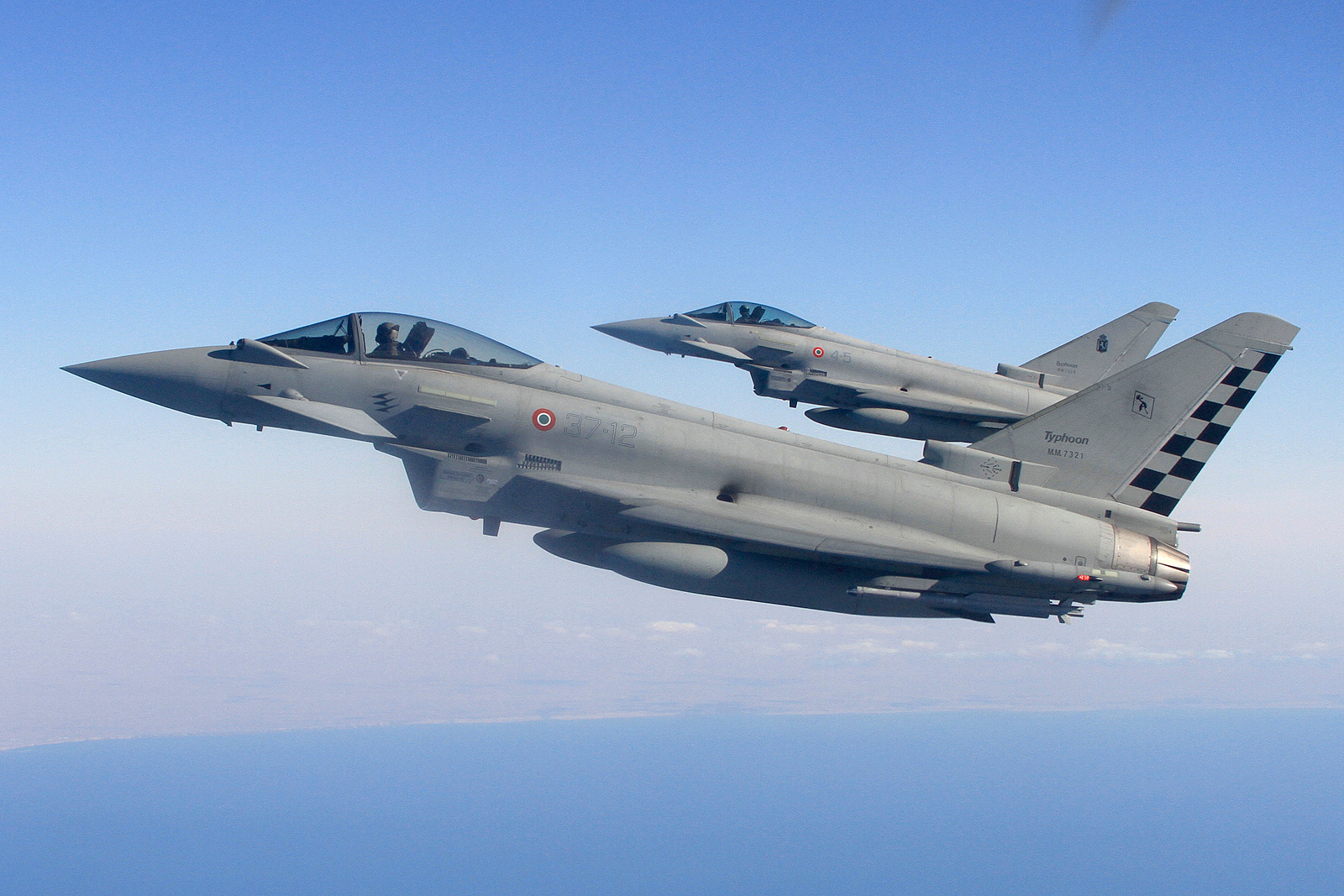
Eurofighter der Aeronautica Militare

Hauptartikel siehe Italienische Luftwaffe
- 120 Eurofighter Typhoon (Kampfflugzeug, 24 in Auslieferung als Ersatz für Tranche 1)
- 95 F-35 (Kampfflugzeug, in Auslieferung)
- 30 Tornados (Kampfflugzeug, in Ausmusterung, ehemals insgesamt 100)
- 38 M-346 (Trainer und leichtes Kampfflugzeug, in Auslieferung)
- 20 C-130J (Transportflugzeug und Tanker)
- 12 C-27J (Transportflugzeug)
- 4 Boeing 767 (Tank- und Transportflugzeug)
- 12 AW101 (Rettungs- und Transporthubschrauber)
- 34 AW139 (Rettungs- und Transporthubschrauber)
- 13 General Atomics MQ-9 (Drohne)

Siehe Liste der aktiven Luftfahrzeuge der italienischen Streitkräfte

### Carabinieri
Hauptartikel siehe Carabinieri

## Geschichte
Der moderne italienische Nationalstaat entstand während der Unabhängigkeitskriege im 19. Jahrhundert im Laufe des Risorgimento. Viele noch heute bestehende staatliche Institutionen Italiens, darunter die Streitkräfte, wurden vom Königreich Sardinien-Piemont übernommen und dann ausgebaut.

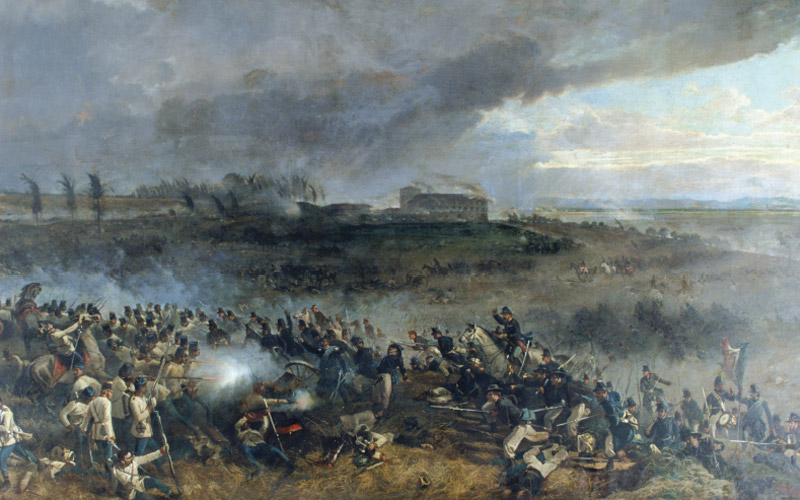
Schlacht von San Martino (Gemälde von Luigi Norfini, 1859)

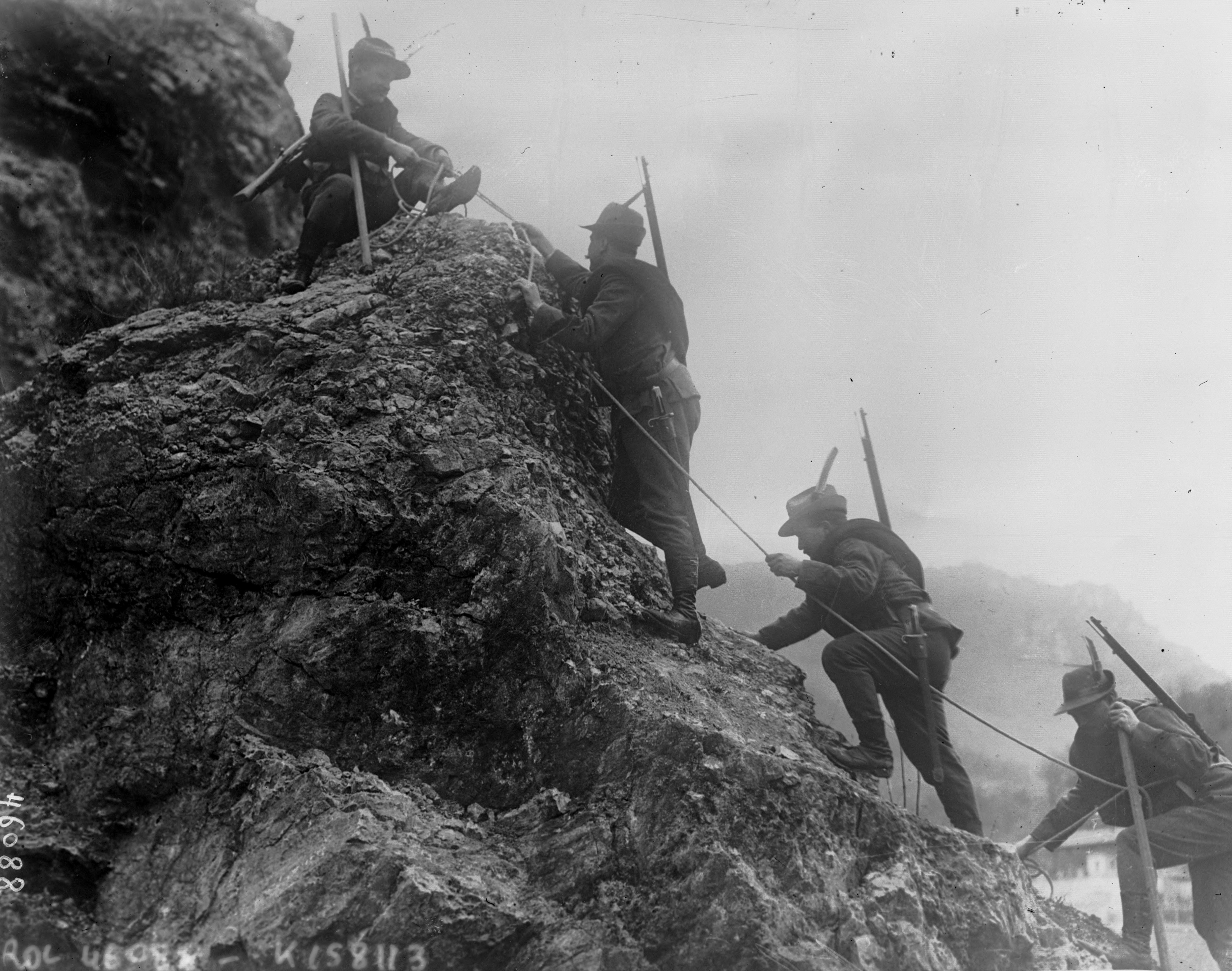
Alpini im Ersten Weltkrieg (1915)

Das piemontesische Heer wurde zwischen 1859 und 1861 mit Truppenkontingenten aus anderen italienischen Staaten und mit den Freischaren Garibaldis vergrößert und am 4. Mai 1861 in italienisches Heer umbenannt. Bei den Seestreitkräften handelte es sich im November 1860 um eine Fusion unter piemontesischer Regie, wobei man sich in diesem Fall aber eher an der ehemaligen Marine des Königreichs beider Sizilien ausrichtete. Die italienische Luftwaffe wurde 1923 aufgestellt, indem man die Luftstreitkräfte von Heer und Marine weitestgehend in der neuen, dritten Teilstreitkraft zusammenfasste. Die folgende schrittweise Abschaffung der verbliebenen Heeres- und Marineflieger erwies sich als Fehlentscheidung, die durch die unzureichende Kooperation zwischen den Teilstreitkräften verschlimmert wurde.
Im Jahr 1882 erhielt das italienische Heer erstmals einen Stabschef mit Enrico Cosenz als erstem Inhaber dieser Funktion. Im Vergleich zu Generalstabschefs anderer Heere blieben seine Funktionen aber auf die Ausarbeitung von Kriegsplänen beschränkt. Er war nicht für das tatsächliche Kommando im Kriegsfall vorgesehen. 1896 folgte Tancredi Saletta auf Cosenz. Ihm gelang es nach jahrelangen Auseinandersetzung mit der Regierung, 1906 auch die Zuständigkeit für zahlreiche Kriegsvorbereitungen in Friedenszeiten zu erlangen und diese dem Kriegsministerium zu entziehen. Dies betraf insbesondere die Truppenaushebung, Manöverplanung und die Kommunikation mit verbündeten Streitkräften. Zugleich wurde sein Mitarbeiterstab ausgebaut. Formal bestand aber weiterhin kein Generalstab. In einem militärischen Regelwerk von 1912 ist erstmals die Rede davon, dass der König im Kriegsfall das Oberkommando an einen von ihm bestimmten Offizier abgeben sollte. Zuvor war trotz der zum Teil verheerenden Ergebnisse im 19. Jahrhundert die persönliche Führung der Truppen im Kriegsfall durch den König die formal festgeschriebene Verfahrensweise gewesen.
Auf Alberto Pollio, von 1908 an Generalstabschef, folgte im Juli 1914 Luigi Cadorna, der das italienische Heer durch einen Großteil des Ersten Weltkriegs führen sollte. Der Vorabend des Weltkriegs war geprägt von Debatten über die zu geringe Mannstärke und mangelhafte technische Ausstattung der Streitkräfte. Diese erreichte allerdings erst unter dem Einfluss der Julikrise und des politisch sowie öffentlichkeitswirksam agierenden Cadorna einen breiten Widerhall in der Öffentlichkeit und der italienischen Regierung.
Der 1925 geschaffene Generalstab der Streitkräfte entsprach jedoch hinsichtlich seiner Befugnisse und der personellen und materiellen Ausstattung bis 1941 nicht den Wünschen der Streitkräfteführung. In diesem Zusammenhang spielte das Konkurrenz- und Besitzstandsdenken der Teilstreitkräfte ebenfalls eine Rolle.

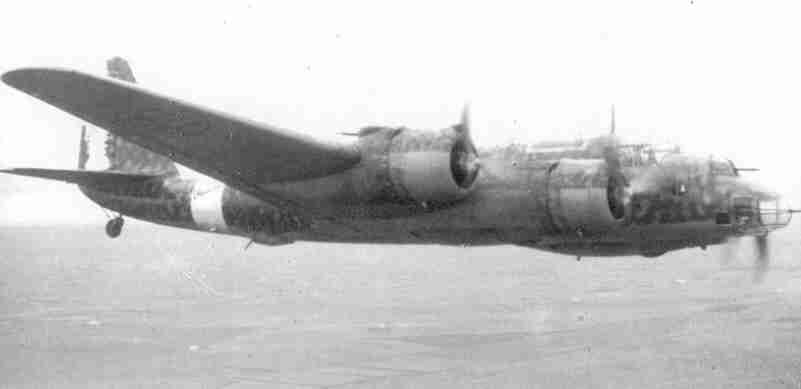
Bomber Piaggio P.108 (1942)

Die Militärgeschichte des Königreichs Italien ist geprägt von Angriffskriegen, die von den jeweiligen politischen Führern meist kurzfristig beschlossen wurden, ohne dabei Rücksicht zu nehmen auf den Zustand und die für Angriffskriege notwendigen Kapazitäten der Streitkräfte. Auch wurden ökonomische, geostrategische und topografische Faktoren sowie die mangelnde öffentliche Unterstützung für solche Kriege oft ignoriert. Unzureichende Vorbereitung, Führung, Motivation und Ausrüstung führten besonders im Zweiten Weltkrieg im Bereich der italienischen Landstreitkräfte zu militärischen Desastern (u. a. Griechisch-Italienischer Krieg, Italienische Invasion Ägyptens), die international und auch in Italien selbst ein Bild von militärischer Unfähigkeit verfestigten.
Nach 1945 versuchte die militärische Führung diesem Bild entgegenzuwirken, indem sie vor allem Verbände und Einheiten wiederaufstellte, die sich auch im Zweiten Weltkrieg trotz der genannten Umstände ausgezeichnet hatten. Neben dem schwierigen moralischen Wiederaufbau profitierte der materielle Wiederaufbau bis Ende der 1950er Jahre von amerikanischer Militärhilfe, die durch den Kalten Krieg bedingt war. Im weiteren Verlauf schwächte eine chronische Unterfinanzierung die italienischen Streitkräfte, die strukturell und operativ weiterhin unter dem Besitzstandsdenken der Teilstreitkräfte litten: so wurde der Streit zwischen Luftwaffe und Marine um den Ausbau der Marineflieger erst 1989 beigelegt.
Die im Kalten Krieg rund 400.000 Mann starken italienischen Streitkräfte (ohne Carabinieri) wurden nach dem Fall des Eisernen Vorhangs schrittweise deutlich verkleinert. Das neue „Verteidigungsmodell“ (Nuovo Modello di Difesa-NMD) legte 1997 die Personalstärke auf insgesamt 250.000 Mann (Heer 150.000, Marine 40.000, Luftwaffe 60.000) fest. Die 1997 eingeleitete umfassende Reform der Streitkräfte beinhaltete unter anderem eine Neuordnung des Verteidigungsministeriums und des Generalstabs sowie eine Reorganisation und Rationalisierung der meisten anderen militärischen Führungsstrukturen. Von besonderer Bedeutung war hierbei die deutliche Aufwertung des Generalstabs der Streitkräfte und die damit einhergehende Begrenzung des Partikularismus der Teilstreitkräfte.
Für die angestrebte Berufs- und Freiwilligenarmee legte man im Jahr 2000 (Gesetz 14.11.00/331) eine Sollstärke von 190.000 Männern und Frauen fest (Heer 112.000, Marine 34.000, Luftwaffe 44.000). Die Reformen und die Aussetzung der Wehrpflicht zum 1. Juli 2005 brachten Italien professionellere Streitkräfte; sie blieben aber unterfinanziert. Wegen zunehmender Finanzprobleme (unter anderem durch die Weltwirtschaftskrise 2009/2010 und die Eurokrise) wurde 2012 die Sollstärke weiter verringert.
In den letzten Jahrzehnten haben sich die italienischen Streitkräfte an etlichen internationalen Militäreinsätzen beteiligt und Katastrophenhilfe im In- und Ausland geleistet. In der Öffentlichkeit fand dies zwar meist Anerkennung, änderte aber nichts an der zum Teil scharfen öffentlichen Kritik an überteuert empfundenen Rüstungsvorhaben.
Ein erster in einer Reihe mehrerer Auslandseinsätze in Albanien war die Operation Pelikan, die in den Jahren 1991 bis 1993 vielen Albanern humanitäre Hilfe brachte. 1997 führte Italien in Albanien die Operation Alba an, eine multinationale Schutztruppe zur Wiederherstellung der öffentlichen Ordnung nach dem Lotterieaufstand.
Ab 2016 begannen die Italienischen Streitkräfte sich in Libyen und dem Bürgerkrieg in Libyen seit 2014 zu engagieren. Sie gelten als enge Verbündete der Streitkräfte Libyens, welche zur westlichen Regierung unter Fayiz as-Sarradsch halten.
2017 verlegten die italienischen Streitkräfte Teile des 3º Reggimento bersaglieri von Sardinien nach Misrata, was zu Protesten in der Bevölkerung Libyens führte. Protestler verbrannten italienische Flaggen und hielten Transparente mit dem Bildnis des einstigen libyschen Widerstandskämpfers Umar al-Muchtar in die Luft. Im Januar 2018 billigte das Italienische Parlament die Stationierung von Truppen in Libyen, was von dem in Tobruk beheimateten Parlament von Libyen scharf verurteilt wurde.

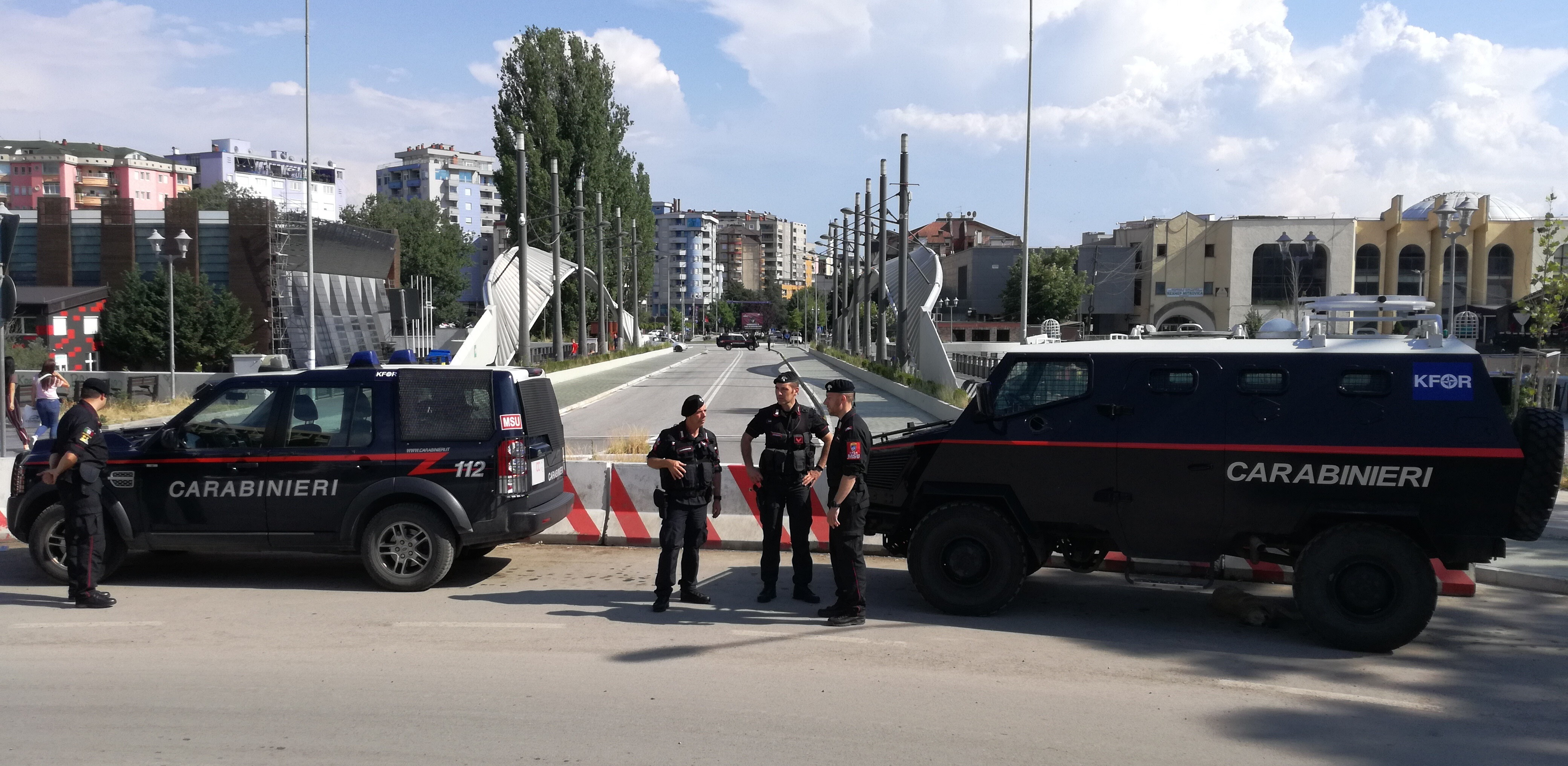
Carabinieri der KFOR – Multinational Specialized Unit patrouillieren im Kosovo (2019)

Italien leistet nach den USA den größten Truppenbeitrag zu den sogenannten Out-of-Area-Einsätzen der NATO. Italienische Truppen befinden sich (Stand März 2021) in 24 Ländern, mit Schwerpunkten im Irak und in Afghanistan, in Libyen, Kosovo (KFOR) und Libanon sowie in Somalia und Niger.